# Paul Constantin Pepene
Paul Constantin Pepene (* 21. Mai 1988 in Brașov, Kreis Brașov) ist ein rumänischer Skilangläufer.

## Werdegang
Paul Constantin Pepene wohnt in Măgura und startet für CS Dinamo Brașov. Sein erstes internationales Rennen bestritt er im Dezember 2005 beim Slavic Cup in Horní Mísečky (Riesengebirge), im klassischen Stil wurde er 18, im Freistilrennen Elfter. Im folgenden Januar nahm er mit mäßigem Erfolg erstmals an Juniorenweltmeisterschaften teil, die beste Platzierung war Platz 53 in der Doppelverfolgung, 2007 reichte es im selben Wettbewerb schon für Rang 22 und im 10-km-Freistilrennen zu Platz 18. Die ersten FIS-Rennen folgten Ende März und beim Balkan Cup in Uludağ erreichte Pepene seine erste Podestplatzierung, als er über 15 Kilometer im freien Stil Dritter wurde. Besonders erfolgreich war der Januar 2008, als er im Balkan Cup sechsmal hintereinander aufs Treppchen lief und dabei seinen ersten Sieg beim 15-km-Freistilrennen in Cheile Grădiștei Fundata errang. Die Juniorenweltmeisterschaften 2008 brachten zweimal Platz 15. Im März gelang ihm der erste Podiumsplatz bei einem FIS-Rennen, über 10 km klassisch musste er sich in Gerede nur dem Ukrainer Mykola Kryvchenko geschlagen geben. Es folgten etliche Rennen im Balkan- und Alpencup, bis er seinen ersten Auftritt bei Nordischen Skiweltmeisterschaften 2009 in Liberec hatte. Platz 55 (30 km Verfolgung) und Platz 64 (15 km klassisch) waren seine besten Resultate. Im März 2009 stand er dann bei sieben aufeinander folgenden Rennen sechs Mal auf der obersten Stufe des Siegertreppchens und wurde einmal Zweiter. Zwei Siegen im Balkan-Cup folgten zwei Siege bei den mazedonischen Meisterschaften in Kruševo und als Abschluss der Serie sein erster Sieg bei einem FIS-Rennen, wieder in Gerede/Bolu. Im Sommer 2009 startete er bei Bewerben auf Rollski und war ab Dezember wieder bei FIS-Rennen, Slavic-Cup und Alpencup aktiv, er lief bei allen neun Rennen bis zu den Juniorenweltmeisterschaften 2010 in die Top Ten, darunter waren zwei Siege. Die Wettkämpfe in Hinterzarten brachten den ersten großen Erfolg Pepenes, er startete in der Altersklasse U-23. Nach Platz 52 in der Sprint-Qualifikation und Platz 23 über 15 km klassisch gelang ihm in der 30-km-Doppelverfolgung ein überraschender Sieg. Im klassischen Abschnitt war er ständig in der Spitzengruppe, im Freistil-Abschnitt setzte er sich nach insgesamt 22 km von den Verfolgern ab und gewann das Rennen mit deutlichem Vorsprung.
Pepene wurde als einer von drei Langläufern vom Rumänischen Nationalen Olympischen Komitee für die Olympischen Spiele 2010 in Vancouver 2010 nominiert. Im Whistler Olympic Park trat er bei drei Wettkämpfen an, zunächst erreichte er Platz 37 über 15 km Freistil und danach Platz 29 in der Doppelverfolgung. Das beste Resultat erzielte er gemeinsam mit dem 18-jährigen Petrică Hogiu im Teamsprint, die beiden belegten beim Sieg des Duos Øystein Pettersen/Petter Northug Platz siebzehn. Die Saison 2009/2010 schloss Pepene mit zwei Siegen beim Balkan-Cup in Erzurum ab. Seine beste Platzierung bei den nordischen Skiweltmeisterschaften 2011 in Oslo war der 35. Platz im 30-km-Verfolgungsrennen. Im November 2011 lief er in Sjusjøen sein erstes Weltcuprennen, welches er mit dem 68. Platz über 15 km Freistil beendete. In der Saison 2011/12 konnte er beim Balkancup sechs Rennen und die Gesamtwertung gewinnen. Seinen ersten Weltcuppunkt holte er im Februar 2013 in Sotschi mit dem 30. Rang im Skiathlon. Seine besten Platzierungen bei den nordischen Skiweltmeisterschaften 2013 im Val di Fiemme waren der 41. Platz im 30-km-Skiathlon und der 18. Rang im Teamsprint. Im Sommer 2013 holte er bei den Rollerski-Weltmeisterschaften 2013 in Bad Peterstal die Silbermedaille im 11-km-Massenstartrennen. Bei den Olympischen Winterspielen 2014 in Sotschi waren der 47. Platz im 30-km-Skiathlon und der 18. Rang im Teamsprint seine besten Resultate. In der Saison 2014/15 siegte er bei sechs Rennen des Balkan Cups und gewann damit zum fünften Mal die Cupgesamtwertung. Seine besten Resultate bei den nordischen Skiweltmeisterschaften 2015 in Falun waren der 33. Platz im Skiathlon und der 17. Rang im Teamsprint. Im September 2015 siegte er beim Rollerski-Weltcup im Berglauf in Trentino und belegte bei den Rollerski-Weltmeisterschaften im Fleimstal den vierten Rang im 25-km-Massenstartrennen. In der Saison 2015/16 belegte er den 37. Platz bei der Nordic Opening in Ruka und den 35. Rang bei der Tour de Ski 2016. Seine beste Saisonplatzierungen im Weltcup waren der 18. Platz im Skiathlon in Lillehammer und der neunte Platz bei der Abschlussetappe der Tour de Ski. Im Januar 2016 siegte er beim Balkancup in Gerede jeweils über 5 km klassisch und über 10 km Freistil und errang im Februar 2016 beim Alpencup in Campra TI den zweiten Platz im Verfolgungsrennen. Die Saison beendete er auf dem 81. Platz im Gesamtweltcup und auf dem fünften Rang in der Gesamtwertung des Balkan Cups. In der folgenden Saison errang er bei der Weltcup-Minitour in Lillehammer und bei der Tour de Ski 2016/17 jeweils den 33. Platz. Bei den nordischen Skiweltmeisterschaften 2017 in Lahti belegte er den 52. Platz im Sprint, den 41. Rang im Skiathlon und den 29. Platz im 50-km-Massenstartrennen.
2018 nahm Pepene an seinen dritten Olympischen Spielen teil. In Pyeongchang wurde er im Skiathlon 24., über 50 km im klassischen Stil 32. und über 15 km im freien Stil 37. Bei den nordischen Skiweltmeisterschaften 2019 in Seefeld in Tirol lief er auf den 41. Platz über 15 km klassisch und auf den 40. Rang im Skiathlon. In der Saison 2020/21 errang er mit je einen ersten und dritten Platz, den zweiten Platz in der Gesamtwertung des Slavic-Cups und gewann mit sieben ersten Plätzen und einen zweiten Platz zum sechsten Mal die Gesamtwertung des Balkancups. Beim Saisonhöhepunkt, den nordischen Skiweltmeisterschaften 2021 in Oberstdorf, belegte er den 68. Platz im Sprint, den 49. Rang im Skiathlon und den 36. Platz über 15 km Freistil. Bei den Rollerski-Weltmeisterschaften 2021 im Val di Fiemme gewann er die Silbermedaille im 15-km-Massenstartrennen. In der folgenden Saison wurde er mit fünf ersten Plätzen Dritter in der Gesamtwertung des Balkancups. Beim Saisonhöhepunkt, den Olympischen Winterspielen 2022 in Peking, belegte er den 30. Platz über 15 km klassisch, den 28. Rang im Skiathlon und zusammen mit Raul Mihai Popa den 18. Platz im Teamsprint.

## Erfolge

### Siege im Rollerski-Weltcup
| Nr. | Datum              | Ort          | Disziplin                    |
| --- | ------------------ | ------------ | ---------------------------- |
| 1.  | 25. September 2010 | Thessaloniki | 10 km Berglauf Freistil Mst. |
| 2.  | 20. September 2015 | Trient       | 9 km Berglauf klassisch      |
| 3.  | 10. September 2016 | Trient       | 9 km Berglauf klassisch      |
| 4.  | 11. September 2016 | Trient       | 11 km Freistil Mst.          |
| 5.  | 10. September 2017 | Trient       | 10,8 km Freistil Verfolgung  |
| 6.  | 13. September 2018 | Trient       | 5 km klassisch               |

### Siege bei Continental-Cup-Rennen
| Nr. | Datum             | Ort           | Disziplin           | Serie      |
| --- | ----------------- | ------------- | ------------------- | ---------- |
| 1.  | 25. Januar 2008   | Fundata       | 15 km Freistil      | Balkan-Cup |
| 2.  | 3. März 2009      | Mavrovo       | 5 km Freistil       | Balkan-Cup |
| 3.  | 4. März 2009      | Mavrovo       | 10 km Freistil      | Balkan-Cup |
| 4.  | 11. März 2009     | Bursa         | 10 km Freistil      | Balkan-Cup |
| 5.  | 13. Dezember 2009 | Alta Badia    | 15 km Freistil Mst. | Alpencup   |
| 6.  | 10. Januar 2010   | Štrbské Pleso | 10 km klassisch     | Slavic Cup |
| 7.  | 12. März 2010     | Erzurum       | 10 km klassisch     | Balkan-Cup |
| 8.  | 13. März 2010     | Erzurum       | 10 km Freistil      | Balkan-Cup |
| 9.  | 14. Januar 2012   | Pigadia       | Sprint Freistil     | Balkan-Cup |
| 10. | 15. Januar 2012   | Pigadia       | 10 km Freistil      | Balkan-Cup |
| 11. | 3. Februar 2012   | Mavrovo       | 10 km Freistil      | Balkan-Cup |
| 12. | 4. Februar 2012   | Mavrovo       | 5 km Freistil       | Balkan-Cup |
| 13. | 10. Februar 2012  | Fundata       | 10 km klassisch     | Balkan-Cup |
| 14. | 11. Februar 2012  | Fundata       | Sprint Freistil     | Balkan-Cup |
| 15. | 12. Februar 2012  | Fundata       | 15 km Freistil      | Balkan-Cup |
| 16. | 16. März 2013     | Predal        | 10 km klassisch     | Balkan-Cup |
| 17. | 17. März 2013     | Predal        | 15 km Freistil      | Balkan-Cup |
| 18. | 21. Januar 2015   | Gerede        | 10 km klassisch     | Balkan-Cup |
| 19. | 22. Januar 2015   | Gerede        | 10 km Freistil      | Balkan-Cup |
| 20. | 28. Februar 2015  | Mavrovo       | 10 km Freistil      | Balkan-Cup |
| 21. | 1. März 2015      | Mavrovo       | 5 km Freistil       | Balkan-Cup |
| 22. | 7. März 2015      | Pale          | 10 km Freistil      | Balkan-Cup |
| 23. | 8. März 2015      | Pale          | 10 km Freistil      | Balkan-Cup |
| 24. | 19. Januar 2016   | Gerede        | 5 km klassisch      | Balkan-Cup |
| 25. | 20. Januar 2016   | Gerede        | 10 km Freistil      | Balkan-Cup |
| 26. | 12. März 2018     | Pale          | 10 km Freistil      | Balkan-Cup |
| 27. | 23. März 2019     | Gerede        | 10 km klassisch     | Balkan-Cup |
| 28. | 19. Dezember 2020 | Zakopane      | 10 km klassisch     | Slavic-Cup |
| 29. | 16. Januar 2021   | Ravna Gora    | 10 km klassisch     | Balkan-Cup |
| 30. | 30. Januar 2021   | Zlatibor      | 10 km klassisch     | Balkan-Cup |
| 31. | 13. März 2021     | Fundata       | 10 km klassisch     | Balkan-Cup |
| 32. | 14. März 2021     | Fundata       | 10 km Freistil      | Balkan-Cup |
| 33. | 18. März 2021     | Gerede        | 10 km klassisch     | Balkan-Cup |
| 34. | 19. März 2021     | Gerede        | 10 km Freistil      | Balkan-Cup |
| 35. | 20. März 2021     | Gerede        | Sprint Freistil     | Balkan-Cup |
| 36. | 5. März 2022      | Pale          | 10 km Freistil      | Balkan-Cup |
| 37. | 6. März 2022      | Pale          | 10 km Freistil      | Balkan-Cup |
| 38. | 12. März 2022     | Fundata       | 10 km Freistil      | Balkan-Cup |
| 39. | 13. März 2022     | Fundata       | 10 km klassisch     | Balkan-Cup |
| 40. | 26. März 2022     | Gerede        | 10 km klassisch     | Balkan-Cup |
| 41. | 4. März 2023      | Pale          | 10 km Freistil      | Balkan-Cup |
| 42. | 5. März 2023      | Pale          | 10 km Freistil      | Balkan-Cup |
| 43. | 23. März 2023     | Gerede        | 10 km klassisch     | Balkan-Cup |
| 44. | 24. März 2023     | Gerede        | 15 km Freistil      | Balkan-Cup |

## Teilnahmen an Weltmeisterschaften und Olympischen Winterspielen

### Olympische Spiele
- 2010 Vancouver: 17. Platz Teamsprint Freistil, 29. Platz 30 km Skiathlon, 37. Platz 15 km Freistil
- 2014 Sotschi: 18. Platz Teamsprint klassisch, 47. Platz 30 km Skiathlon, 62. Platz 15 km klassisch, 65. Platz Sprint Freistil
- 2018 Pyeongchang: 18. Platz Teamsprint Freistil, 24. Platz 30 km Skiathlon, 32. Platz 50 km klassisch Massenstart, 37. Platz 15 km Freistil
- 2022 Peking: 18. Platz Teamsprint klassisch, 28. Platz 30 km Skiathlon, 30. Platz 15 km klassisch

### Nordische Skiweltmeisterschaften
- 2009 Liberec: 55. Platz 30 km Skiathlon, 64. Platz 15 km klassisch, 79. Platz Sprint Freistil
- 2011 Oslo: 35. Platz 30 km Skiathlon, 45. Platz 15 km klassisch, 59. Platz Sprint Freistil
- 2013 Val di Fiemme: 18. Platz Teamsprint Freistil, 41. Platz 30 km Skiathlon, 56. Platz 15 km Freistil, 67. Platz Sprint klassisch
- 2015 Falun: 17. Platz Teamsprint Freistil, 33. Platz 30 km Skiathlon, 40. Platz 15 km Freistil, 52. Platz Sprint klassisch
- 2017 Lahti: 29. Platz 50 km Freistil Massenstart, 41. Platz 30 km Skiathlon, 52. Platz Sprint Freistil
- 2019 Seefeld in Tirol: 40. Platz 30 km Skiathlon, 41. Platz 15 km klassisch
- 2021 Oberstdorf: 36. Platz 15 km Freistil, 49. Platz 30 km Skiathlon, 68. Platz Sprint klassisch
- 2023 Planica: 19. Platz Teamsprint Freistil, 36. Platz 30 km Skiathlon, 39. Platz 15 km Freistil
- 2025 Trondheim: 18. Platz Staffel, 56. Platz 20 km Skiathlon, 68. Platz 10 km klassisch, 91. Platz Sprint Freistil